# Spencer (Familienname)
Spencer ist ein ursprünglich berufsbezogener englischer Familienname.

## Namensträger

### A
- Abigail Spencer (* 1981), US-amerikanische Schauspielerin
- Adam Spencer (* 2001), australischer Mittelstreckenläufer
- Akhi Spencer-El (* 1979), US-amerikanischer Fechter
- Alan Spencer (* ~1960), US-amerikanischer Filmproduzent und Autor
- Albert Spencer, 7. Earl Spencer (1892–1975), britischer Peer
- Alberto Spencer (1937–2006), ecuadorianischer Fußballspieler
- Alfred Spencer (1887–1966), britischer Kunstturner
- Alison Owen-Spencer (* 1953), US-amerikanische Skilangläuferin
- Ambrose Spencer (1765–1844), US-amerikanischer Politiker
- Andrew Spencer (* 1980), deutscher DJ und Produzent
- Andrew Spencer (Badminton) (* 1961), walisischer Badmintonspieler
- Anna Elizabeth Jerome Spencer (1872–1955), neuseeländische Schulleiterin, Obstbäuerin und Gründerin des New Zealand Women’s Institute.
- Anne Spencer (1882–1975), amerikanische Schriftstellerin und Frauenrechtlerin
- Anthony Spencer (* 1984), US-amerikanischer American-Football-Spieler
- Arabella Spencer-Churchill (1949–2007), britische Kulturmanagerin
- Arnold Spencer-Smith (1883–1916), britischer Kleriker und Fotograf
- Arthur Spencer (* 1947), britischer Sportschütze
- Ashley Spencer (* 1993), US-amerikanische Hürdenläuferin

### B
- Baldwin Spencer (1860–1929), britisch-australischer Anthropologe und Naturforscher, siehe Walter Baldwin Spencer
- Baldwin Spencer (* 1948), antiguanischer Politiker, siehe Winston Baldwin Spencer
- Barbara Spencer (* 1945), australisch-kanadische Wirtschaftswissenschaftlerin und Hochschullehrerin
- Bayli Spencer-Adams (* 2001), guyanischer Fußballspieler
- Ben Spencer (Baseballspieler) (1890–1970), US-amerikanischer Baseballspieler
- Ben Spencer (Politiker) (* 1989), britischer Politiker
- Ben Spencer (Rugbyspieler) (* 1992), englischer Rugby-Union-Spieler
- Ben Spencer (Fußballspieler) (* 1995), US-amerikanischer Fußballspieler
- Bessie Spencer (1872–1955), neuseeländische Schulleiterin, Obstbäuerin und Gründerin des New Zealand Women’s Institute.
- Bill Spencer (1936–2020), US-amerikanischer Biathlet
- Bill Spencer (Skilangläufer) (* 1956), US-amerikanischer Skilangläufer
- Bob Spencer (* 1975), australischer Gitarrist
- Brenda Ann Spencer (* 1962), US-amerikanische Amokläuferin
- Brian Spencer (1949–1988), kanadischer Eishockeyspieler
- Brian Spencer (Hockeyspieler) (* 1962), US-amerikanischer Hockeyspieler
- Brodie Spencer (* 2004), nordirischer Fußballspieler
- Bud Spencer (1929–2016), italienischer Schauspieler und Schwimmer

### C
- C. C. Spencer, ugandischer Sportfunktionär
- Carlos Spencer (* 1975), neuseeländischer Rugby-Union-Spieler
- Charles Spencer, 3. Earl of Sunderland (1674–1722), englischer Politiker und Staatsmann
- Charles Spencer, 3. Duke of Marlborough (1706–1758), britischer Adliger, General und Politiker
- Charles Spencer, 6. Earl Spencer (1857–1922), englischer Peer und Politiker
- Charles Spencer (Fußballspieler) (1899–1953), englischer Fußballspieler
- Charles Spencer (Pianist) (* 1955), britischer Pianist und Hochschullehrer
- Charles Spencer, 9. Earl Spencer (* 1964), britischer Adliger, Bruder von Diana Spencer
- Charles Spencer-Churchill (Offizier) (1794–1840), britischer Adliger und Offizier
- Charles Spencer-Churchill, 9. Duke of Marlborough (1871–1934), britischer Politiker und Adliger
- Charlotte Spencer (* 1991), britische Schauspielerin
- Chaske Spencer (* 1975), US-amerikanischer Schauspieler
- Clark Spencer (* 1963), US-amerikanischer Filmproduzent

### D
- Dane Spencer (* 1977), US-amerikanischer Skirennläufer
- Danielle Spencer (* 1969), australische Schauspielerin, Sängerin und Songschreiberin
- David Spencer (Dramatiker) (* 1958), deutsch-britischer Dramatiker und Hörspielautor
- David Spencer (Radsportler) (* 1964), britischer Radrennfahrer
- Denise Spencer (1929–1998), australische Schwimmerin
- Diamy Spencer (* 1970), italienische Schauspielerin
- Diana Spencer, Geburtsname von Diana Russell, Duchess of Bedford  (1710–1735), britische Adlige
- Diana Spencer (Wasserspringerin) (* 1934), britische Wasserspringerin
- Diana Spencer-Churchill (1909–1963), Tochter von Winston Churchill, siehe Diana Churchill
- Diana Frances Spencer, Geburtsname von Diana, Princess of Wales (Lady Di; 1961–1997), britische Prinzengattin
- Domina Eberle Spencer (1920–2022), US-amerikanische Mathematikerin und Hochschullehrerin
- Donald Spencer (1912–2001), US-amerikanischer Mathematiker
- Dorothy Spencer (1909–2002), US-amerikanische Filmeditorin
- Douglas Spencer (eigentlich William Henry Mesenkop; 1910–1960), US-amerikanischer Schauspieler
- Douglas Spencer-Nairn, 2. Baronet (1906–1970), schottischer Politiker

### E
- Earle Spencer (* 1926), US-amerikanischer Jazzmusiker
- Edmund Spencer (um 1552–1599), englischer Dichter, siehe Edmund Spenser
- Edmund Spencer (Schriftsteller), britischer Reiseschriftsteller
- Edmund Spencer (Schachspieler) (1876–1936), englischer Schachspieler
- Edward Spencer (1881–1965), US-amerikanischer Geher
- Elijah Spencer (1775–1852), US-amerikanischer Politiker
- Emerson Spencer (1906–1985), US-amerikanischer Leichtathlet

### F
- Francis George Spencer (1897–1971), österreichisch-amerikanischer Schriftsteller und Drehbuchautor, siehe Franz Schulz (Drehbuchautor)
- Frank Richard Spencer (* 1951), US-amerikanischer Geistlicher, Titularbischof von Auzia
- Fred Spencer (Fußballspieler) (1871–1959), englischer Fußballspieler
- Fred Spencer (Animator) (1904–1938), US-amerikanischer Animator
- Freddie Spencer (Radsportler) (eigentlich Fred Spencer; 1902–1992), US-amerikanischer Radsportler
- Freddie Spencer (Frederick Burdette Spencer junior; * 1961), US-amerikanischer Motorradrennfahrer
- Frederick Spencer, 4. Earl Spencer (1798–1857), britischer Admiral

### G
- G. C. Spencer (Grover Clifton Spencer; 1925–2007), US-amerikanischer Automobilrennfahrer
- G. Lloyd Spencer (George Lloyd Spencer; 1893–1981), US-amerikanischer Politiker
- Galen Spencer (1840–1904), US-amerikanischer Bogenschütze
- George Spencer, 2. Earl Spencer (1758–1834), britischer Adliger und Politiker (Whig)
- George Spencer, 4. Duke of Marlborough (1739–1817), britischer Adliger und Politiker
- George Spencer-Brown (1923–2016), britischer Mathematiker, Psychologe, Dichter und Schachspieler
- George Spencer-Churchill, 5. Duke of Marlborough (1766–1840), britischer Adliger und Politiker
- George Spencer-Churchill, 6. Duke of Marlborough (1793–1857), britischer Adliger und Politiker
- George Spencer-Churchill, 8. Duke of Marlborough (1844–1892), britischer Adliger
- George E. Spencer (1836–1893), US-amerikanischer Politiker

### H
- Henrietta Frances Spencer (1761–1821), britische Adlige, Mätresse des Prince of Wales
- Henry Russell Spencer (1879–1970), US-amerikanischer Politikwissenschaftler
- Henry Spencer (* 1990), britischer Jazzmusiker
- Herbert Spencer (1820–1903), britischer Philosoph und Soziologe
- Herbert W. Spencer (Herbert Winfield Spencer; 1905–1992), chilenisch-US-amerikanischer Filmmusiker und Orchestrator
- Herbert Spencer (Grafikdesigner) (1924–2002), britischer Grafikdesigner, Typograf, Fotograf, Autor und Lehrer
- Howard Spencer (1875–1940), englischer Fußballspieler

### I
- Ignatius Spencer (1799–1864), britischer Adeliger, Geistlicher und Passionist sowie Ehrwürdiger Diener Gottes
- Isaiah Spencer (* ≈1979), US-amerikanischer Jazzmusiker

### J
- James Spencer (Skilangläufer) (1926–2018), britischer Skilangläufer
- James Spencer (Sportfunktionär), kanadischer Skisportfunktionär
- James B. Spencer (James Bradley Spencer; 1781–1848), US-amerikanischer Politiker
- James G. Spencer (James Grafton Spencer; 1844–1926), US-amerikanischer Politiker
- James H. Spencer (James Harold Spencer; * 1942), US-amerikanischer Filmarchitekt
- James R. Spencer (James Randolph Spencer; * 1949), US-amerikanischer Jurist
- Jane Spencer, Baroness Churchill (1826–1900), britische Aristokratin und Gefährtin von Königin Victoria
- Jasmyne Spencer (* 1990), US-amerikanische Fußballspielerin
- Jason Spencer (* 1974), US-amerikanischer Politiker
- Jean Spencer (* 1940), britischer Kunstturnerin
- Jeffrey Spencer (* 1951), US-amerikanischer Radrennfahrer
- Jeremy Spencer (* 1948), britischer Rockmusiker
- Jesse Spencer (* 1979), australischer Schauspieler
- Jim Spencer (Produzent), Filmproduzent
- Jim Spencer (Baseball) (1947–2002), amerikanischer Baseballspieler
- Jim Spencer (Curling), kanadischer Curler
- Joel H. Spencer (* 1946), US-amerikanischer Mathematiker
- John Spencer (Theologe) (1630–1693), britischer Theologe
- John Spencer (Politiker) (1708–1746), britischer Adliger und Politiker
- John Spencer, 1. Earl Spencer (1734–1783), britischer Peer
- John Spencer, 5. Earl Spencer (1835–1910), britischer Peer und Politiker
- John Spencer, 8. Earl Spencer (1924–1992), britischer Peer
- John Spencer (Snookerspieler) (1935–2006), englischer Snookerspieler
- John Spencer (Schauspieler) (1946–2005), US-amerikanischer Schauspieler
- John Spencer (Rugbyspieler) (* 1947), englischer Rugby-Union-Spieler
- John Spencer (Autor) (* 1954), britischer Sachbuchautor
- John Spencer (Fußballspieler) (* 1970), schottischer Fußballspieler
- John Spencer-Churchill, 7. Duke of Marlborough (1822–1883), britischer Staatsmann und Adliger
- John Spencer-Churchill, 10. Duke of Marlborough (1897–1972), britischer Adliger und Politiker
- John Spencer-Churchill, 11. Duke of Marlborough (1926–2014), britischer Adliger und Politiker
- John Canfield Spencer (1788–1855), US-amerikanischer Politiker
- John Strange Spencer-Churchill (1880–1947), britischer Offizier
- Joseph Spencer (1714–1789), US-amerikanischer Politiker
- Joseph Spencer (Schwimmer) (1880–1963), US-amerikanischer Schwimmer
- Julia Spencer-Fleming (* 1961), US-amerikanische Schriftstellerin
- June Spencer (1919–2024), britische Schauspielerin und Hörspielsprecherin

### K
- Kaliese Spencer (* 1987), jamaikanische Hürdenläuferin
- Katie Spencer, britische Bühnen- und Szenenbildnerin
- Keisha Spencer (* 1978), jamaikanische Dreispringerin
- Kenneth Spencer (Kenneth Lee Spencer; 1911–1964), US-amerikanischer Sänger (Bass) und Schauspieler
- Kenneth Aldred Spencer (1902–1960), US-amerikanischer Industrieller
- Kitty Spencer (* 1990), britisches It-Girl und Model
- Kyle Spencer (* 1976), britischer Tennisspieler

### L
- Larry O. Spencer (* 1954), US-amerikanischer General
- Laura Spencer (* 1986), amerikanische Schauspielerin
- Lauren Spencer-Smith (* 2003), kanadische Popsängerin
- Leon Spencer (1945–2012), US-amerikanischer Organist
- Leonard James Spencer (1870–1959), britischer Mineraloge
- Levern Spencer (* 1984), lucianische Hochspringerin
- Lilly Martin Spencer (1822–1902), amerikanische Künstlerin
- Lindsay Spencer (* 1961), australischer Schwimmer
- Lynn Spencer-Galanes (* 1954), US-amerikanische Skilangläuferin

### M
- Mandy Spencer-Phillips, kanadische Filmproduzentin
- Mark Spencer (Politiker) (* 1970), britischer Politiker
- Mark Spencer (Computeringenieur) (* 1977), US-amerikanischer Computeringenieur
- Mark David Spencer, US-amerikanischer Filmeditor
- Mary Spencer (* 1984), kanadische Boxerin
- Michael Spencer (Produzent) (1919–2016), kanadischer Filmproduzent
- Michael Spencer (Komponist, 1964) (* 1964), australischer Komponist und Chorleiter
- Michael Spencer (Komponist, 1975) (* 1975), schottischer Komponist und Musikpädagoge

### N
- Niles Spencer (1893–1952), US-amerikanischer Maler
- Norman Spencer (Komponist) (1891–1940), US-amerikanischer Komponist
- Norman Spencer (Filmproduzent) (1914–2024), britischer Filmproduzent und Drehbuchautor

### O
- Octavia Spencer (* 1972), US-amerikanische Schauspielerin
- O’Neill Spencer (1909–1944), US-amerikanischer Schlagzeuger und Sänger

### P
- Pam Spencer (* 1957), US-amerikanische Hochspringerin
- Patricia Spencer (* 1943), US-amerikanische Flötistin
- Patrick Spencer, antiguanischer Radrennfahrer
- Percy Spencer (1894–1970), US-amerikanischer Ingenieur und Erfinder
- Percy Spencer (Leichtathlet) (* 1975), jamaikanischer Sprinter
- Peter Spencer (Methodist) (1782–1843), US-amerikanischer religiöser Führer
- Peter Spencer (Seeoffizier) (* 1947), britischer Seeoffizier
- Peter Spencer (Landwirt)  (* 1948/1949), australischer Farmer
- Peter Spencer (Footballspieler) (* 1956), australischer Australian-Football-Spieler
- Phil Spencer (* 1967/1968), US-amerikanischer Manager

### R
- Rain Spencer (* 1999), US-amerikanische Schauspielerin
- Rebecca Spencer (* 1991), englisch-jamaikanische Fußballtorhüterin
- Richard Spencer (Royalist) (1593–1661), englischer Politiker und Royalist
- Richard Spencer (Politiker) (1796–1868), US-amerikanischer Politiker
- Richard Spencer (Leichtathlet) (* 1955), kubanischer Hochspringer
- Richard B. Spencer (* 1978), US-amerikanischer politischer Aktivist
- Richard Lewis Spencer, US-amerikanischer Musiker
- Richard V. Spencer, US-amerikanischer Marineoffizier und Politiker
- Rob Spencer (* 1965), englischer Snookerschiedsrichter
- Robert Spencer, 2. Earl of Sunderland (1641–1702), englischer Diplomat und Politiker
- Robert Spencer, 4. Earl of Sunderland (1701–1729), britischer Politiker
- Robert Spencer (Maler) (1879–1931), US-amerikanischer Maler
- Robert Spencer (Musiker) (1932–1997), britischer Lautenist
- Robert Spencer (Religionswissenschaftler) (* 1962), US-amerikanischer Religionswissenschaftler und Schriftsteller
- Robert F. Spencer (* 1975), australischer Gitarrist, siehe Bob Spencer
- Roy Spencer (* 1955), US-amerikanischer Klimatologe
- Rudyard Spencer (* 1944), jamaikanischer Politiker (JLP)

### S
- Samuel Spencer (Manager) (1847–1906), US-amerikanischer Eisenbahnmanager
- Samuel Spencer (Politiker) (1910–1997), US-amerikanischer Politiker
- Samuel R. Spencer (1871–1961), US-amerikanischer Politiker
- Scarlet Spencer (* 2007), US-amerikanische Schauspielerin
- Scott Spencer (* 1945), US-amerikanischer Schriftsteller
- Sean Spencer (* 1975), US-amerikanisch-griechischer Baseballspieler
- Selden P. Spencer (1862–1925), US-amerikanischer Politiker
- Sheridan Spencer († 2009), US-amerikanischer Sänger
- Sonny Spencer (1903–1943), britischer Mittelstreckenläufer
- Stanley Spencer (Ballonfahrer) (1868–1906), britischer Luftschiffer
- Stanley Spencer (Maler) (1891–1959), britischer Maler
- Sterling Spencer (* 1986), US-amerikanischer Surfsportler
- Susan Spencer-Wendel († 2014), US-amerikanische Journalistin und Buchautorin

### T
- Thomas Spencer (Unternehmer) (1852–1905), britischer Unternehmer, Mitgründer von Marks & Spencer
- Thomas C. Spencer (* 1946), US-amerikanischer Physiker
- Tim Spencer (* 1943), australischer Eiskunstläufer
- Tom Spencer (Thomas Newnham Bayley Spencer; * 1948), britischer Politiker
- Tracie Spencer (* 1976), US-amerikanische Sängerin und Schauspielerin

### V
- Vernon Spencer (* 1971), antiguanischer Fußballspieler

### W
- Walter Baldwin Spencer (1860–1929), britisch-australischer Biologe und Anthropologe
- William Spencer, 2. Baron Spencer of Wormleighton (1591–1636), englischer Adliger und Politiker
- William Spencer (Radsportler) (1895–1963), US-amerikanischer Radsportler
- William Spencer (Leichtathlet) (1900–1983), US-amerikanischer Leichtathlet
- William Allen Spencer (* 1936), US-amerikanischer Biathlet, siehe Bill Spencer
- William B. Spencer (1835–1882), US-amerikanischer Politiker
- William Browning Spencer (* 1946), US-amerikanischer Schriftsteller
- William O’Neill Spencer (1909–1944), US-amerikanischer Schlagzeuger und Sänger, siehe O’Neill Spencer
- William Robert Spencer (1769–1834), britischer Dichter und Übersetzer
- Winston Spencer-Churchill (1940–2010), britischer Politiker (Conservative Party)
- Winston Baldwin Spencer (* 1948), antiguanischer Politiker